# Gradske zidine i kula na obali u Trogiru
Gradske zidine u Trogiru, zaštićeno kulturno dobro. S kulom na obali čine jednu cjelinu.

## Opis
Pružaju se uz Obalu bana Berislavića. Oblikovale su se od 14. do 17. stoljeća. Dio gradskih zidina i kula na obali datirani su u 14. st. S istočne strane zid počinje od današnje zgrade suda do kule Vitturi, zatim od kule Vitturi do kule Celio-Cega te od nje do palače Lucić. Zidine imaju kruništa, dijelom natkrivena krovom. Na zidu istočno uz kulu Celio-Cega postoje gradska vrata iz 1593. godine s natpisom. U ovaj obuhvat pripada i kuća Celio-Cega. Na sjevernoj strani grada postoje gradska vrata iz 1656. – 1660. godine s baroknim kipom sv. Ivana Trogirskog nad njima i dijelom zida s obje strane.

## Zaštita
Pod oznakom RST-0093-1963 zavedene su kao nepokretno kulturno dobro - pojedinačno, pravna statusa zaštićena kulturnog dobra.